# Serguéi Iliushin
Serguéi Vladímirovich Iliushin (en ruso: Сергей Владимирович Ильюшин, romanización Sergej Vladimirovič Il'jušin) (30 de marzo/18 de marzo de 1894 - 9 de febrero de 1977) fue un ingeniero mecánico y aeronáutico autodidacta soviético que habiendo iniciado su vida laboral como trabajador de la construcción, jardinero y posteriormente obrero de limpieza y nivelación del campo de aviación en un aeropuerto, llegó a convertirse en el diseñador de los aviones que llevan su nombre. Fue el interés de Sergey por el estudio independiente de las matemáticas, la física y la química, lo que le ayudó a convertirse en mecánico de aviones. Para 1917, Iliushin había superado con éxito el examen para el título de piloto de aviación. Durante la Guerra Civil Rusa Iliushin va al frente, como mecánico de aviones, comisario militar y jefe de tren de mantenimiento de aeronaves. En 1926 se gradúa de la Academia y en 1931 fundó y lideró la oficina de diseño Ilyushin, actualmente una de las corporaciones más sobresalientes de diseño y fabricación de aviones comerciales de largo alcance de la Federación Rusa.

## Biografía

### Primeros años
Nació en el poblado de Dilialevo, Gobierno de Vólogda, durante el Imperio Ruso, fue el más joven de once hermanos de una familia campesina. Iliushin, que se caracterizó por ser autodidacta, dejó su hogar paterno a una edad muy temprana. Trabajó como obrero en una fábrica, excavando zanjas en obras de construcción y limpiando canales en una planta de tintura en Petrogrado. En 1910 se enteró de una vacante como jardinero en el Hipódromo de Kolomiazhski; en cuya pista, en el otoño de 1910, se realizó el primer festival ruso de vuelos en globo, donde Iliushin ayudó a desembalar cajas y ajustar maquinaria mientras conocía a muchos de los pioneros de la aviación Rusa, despertando así su interés en la aviación.
Sin embargo, en 1911 regresó a su pueblo natal para trabajar como un cochero en una planta de lácteos. Al año siguiente, trabajó como obrero de la construcción para el ferrocarril de Amur, y en 1913 se encontraba en Tallin como un trabajador en un astillero. Con el estallido de la Primera Guerra Mundial, Iliushin fue reclutado en el Ejército Imperial Ruso, para servir en la infantería, y más tarde (como él sabía leer y escribir) como empleado en la administración militar de Vólogda. Momento en el que llegó una solicitud de siete voluntarios para la recientemente surgida sección de aviación; Iliushin se apresuró a registrarse como voluntario y trabajó como mecánico y miembro de la tripulación en tierra. En el verano de 1917, alcanzó su calificación como piloto de aviación.
Sin embargo, en marzo de 1918, con la retirada del gobierno provisional de guerra, fue desmovilizado y enviado de vuelta a su pueblo natal. Iliushin ayudó a supervisar la creciente nacionalización de las fábricas de la zona y en octubre de 1918 se afilió al partido bolchevique. Durante la Guerra Civil Rusa, en mayo de 1919 fue reclutado por el Ejército Rojo donde ejerció como técnico de la aviación. En ese otoño, un avión biplano Avro 504 realizó un aterrizaje forzoso cerca de Petrozavodsk; Iliushin dirigió un equipo para desmantelar el biplano que fue enviado a Moscú, donde fue sometido a un amplio escrutinio con la finalidad de determinar su diseño, materiales, qué lo hace funcionar y cómo fue fabricado, una ingeniería inversa producto de la cual posteriormente 737 ejemplares que fueron construidos.

### Trayectoria en la aviación

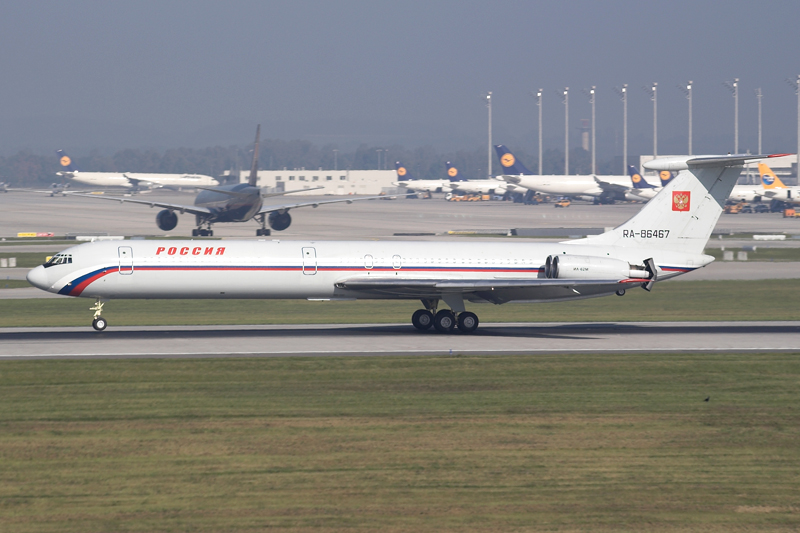
El avión de línea Ilyushin Il-62 fue proyectado para el transporte de pasajeros por Iliushin en 1960; en la foto el Ilyushin Il-62 RA-86467 de Rossiya, aerolínea estatal Rusa, en el aeropuerto de Múnich.

En el otoño de 1921 Ilyushin deja el servicio militar y entra en el Instituto de Ingenieros de la Flota Aérea Roja (renombrada en 1922 como Academia de Ingeniería de la Fuerza Aérea Zhúkovski). Durante sus años de estudiante se involucró en el diseño de planeadores, participando en numerosas competiciones, en 1925, uno de sus diseños fue enviado a una competición en Alemania, donde ganó el primer premio en la categoría de tiempo de vuelo. Después de obtener su título en ingeniería, a partir de 1926, Iliushin comenzó a diseñar aviones en el TsAGI o Instituto Central de Aerohidrodinámica, con Nikolái Nikoláievich Polikarpov y Andréi Tupolev.
En 1931, se convirtió en Jefe Adjunto del Instituto de Investigación y Prueba TsAGI, donde comenzó a planear la de formación de su propia oficina de diseño independiente. En 1933, Iliushin se convirtió en jefe de la planta de TsKB en Moscú (llamada anteriormente V.R. Menzhinski y que más tarde se convertiría durante 1935 en la Oficina de Diseño Ilyushin); cuyos aviones de combate el Ilyushin Il-2 y el bombardero Ilyushin Il-4 se utilizaron ampliamente en la Segunda Guerra Mundial, habiéndose fabricado miles de ejemplares.
Después de la guerra, Iliushin se concentró principalmente en aviones comerciales, como el Ilyushin Il-18 y Ilyushin Il-62, los cuales tuvieron mucha demanda por compañías como Aeroflot y estados clientes de la Unión Soviética.
En 1967, se le dio el grado honorario de coronel general de ingeniería y servicio técnico. En 1968 también se convirtió en catedrático de la Academia de Ciencias de la URSS. Iliushin continuó siendo jefe de diseño de Ilyushin OKB hasta su retiro por enfermedad en 1970. Entre 1937 y 1970, Iliushin también fue diputado del Sóviet Supremo de la Unión Soviética. Murió en 1977 en Moscú y fue enterrado en el Cementerio Novodévichi.

## Premios y distinciones
- Héroe del Trabajo Socialista (1941, 1957, 1974)
- Premio Stalin del Estado (1941, 1942, 1943, 1946, 1947, 1950, 1952)
- Premio Estatal de la URSS (1971)
- Premio Lenin (1960)
- Orden de Lenin (1937, 1941, 1945, dos veces en 1954, 1964, 1971, 1974)
- Orden de Suvórov 1.ª Clase y 2.ª Clase (1945, 1944)
- Orden de la Revolución de Octubre (1969)
- Orden de la Bandera Roja (1944, 1950)
- Orden de la Bandera Roja del Trabajo (1939)
- Orden de la Estrella Roja (1933, 1967).